# 角替弘志
角替 弘志（つのがえ ひろし、1935年4月19日 - ）は、日本の教育学者（社会教育学）。静岡大学名誉教授。
静岡大学教育学部教授、静岡大学教育学部附属浜松小学校校長、静岡大学教育学部学部長、常葉学園大学教育学部教授、常葉学園大学大学院国際言語文化研究科研究科長、常葉学園大学副学長、常葉学園大学学長などを歴任した。

## 来歴

### 生い立ち
静岡県清水市（のちの静岡市）出身。岡国民学校の初等科に通っていたが、太平洋戦争の空襲により校舎が焼失したため、庵原郡両河内村の知り合いの家に疎開することになった。終戦に伴い、母と二人で、小笠郡佐束村の父方の伯父の下に身を寄せることになった。伯父の家から佐束村国民学校の初等科に通うことになったが、のちに佐束村での生活を振り返って「つらい思い出、楽しい思い出が、この時期に一杯詰っている。しかし、それ以上に私にとって貴重だったことは、早くに亡くなった父の育った土地と家と学校で、私自身が生活し、学ぶことができたことであった」と回顧している。その後、清水市に転居することになり、再び岡国民学校に戻った。東京教育大学に進学し、教育学部の教育学科にて学んだ。東京教育大学を卒業してからは、そのまま東京教育大学の大学院に進学した。東京教育大学の大学院を修了した。

### 研究者として
大学院修了後、静岡大学教育学部で助手、講師、助教授を務め、1977年、教授。また、教育学部附属浜松小学校校長、教育学部学部長など、静岡大学における要職を兼務した。その間、イギリスのリーズ大学にて客員教授を兼任。1999年3月、静岡大学を退官。静岡大学名誉教授。その後、常葉学園大学に転じ、教育学部教授。大学院国際言語文化研究科の研究科長や、副学長など、常葉学園大学における要職を兼務した。2010年、常葉学園大学学長に就任。常葉学園大学、浜松大学、富士常葉大学の3大学の統合に尽力した。社会教育、生涯学習の分野で第一人者と評される。また、専門分野を生かし文部省生涯学習審議会特別委員など、多くの公職を兼任した。
2013年11月瑞宝中綬章受章。

## 著作

### 単著
- 角替弘志著『生涯学習研究序説』東京書籍、1999年。ISBN 4487757665

### 共著
- 林部一二ほか著『社会教育の基礎』実務教育出版、1988年。ISBN 4788962101
- 角替弘志ほか著『新しい教育の原理』協同出版、1990年。ISBN 4319000889
- 角替弘志ほか著『生涯学習時代の教育学』福村出版、1998年。ISBN 4571101201

### 編纂
- 角替弘志・下村哲夫共編『学校運営事務の法規相談』文教書院、1975年。
- 角替弘志・下村哲夫共編『学校運営事務の法規相談』改訂1版、文教書院、1981年。ISBN 4833881128
- 吉本二郎ほか編『講座学校学』6巻、第一法規出版、1988年。ISBN 4474148061
- 伊藤俊夫ほか編『生涯学習講座』4巻、第一法規出版、1989年。ISBN 4474145445
- 角替弘志ほか編著『地域における生涯学習の課題――浜岡町教育課題調査より』三創、1993年。
- 吉川弘・角替弘志編著『生涯学習推進・社会教育計画』2版、文教書院、1996年。ISBN 4833896079

## 関連人物
- 下村哲夫
- 角替弘規